# Lasha Macharashvili
Pas d'image ? Cliquez ici

a Compétitions nationales et continentales officielles uniquement.

Dernière mise à jour le 27 juin 2025.
Lasha Macharashvili (en géorgien : ლაშა მაჭარაშვილი), né le 13 novembre 1998 à Dedoplistsqaro (Géorgie), est un joueur géorgien de rugby à XV jouant au poste de pilier droit au SU Agen depuis 2024.

## Biographie

### Jeunesse et formation
Lasha Macharashvili naît le 13 novembre 1998 à Dedoplistsqaro en Géorgie. Il a commencé le rugby à XV avec le Rugby Club Armia à Tbilissi. Il contacte des agents, envoie son CV et des vidéos pour tenter sa chance en Europe occidentale, et notamment en France.
En 2017, il rejoint le centre de formation du Stade montois, ce qui lui permet d'avoir le statut de JIFF (joueur issu de la filière formation).
Lasha Macharashvili est sélectionné avec l'équipe de Géorgie des moins de 20 ans.

### Débuts au Stade montois rugby (2018-2023)
Lasha Macharashvili est pour la première fois sur la feuille de match avec l'équipe du Stade montois le 14 décembre 2018, lors de la saison 2018-2019 de Pro D2 face à l'US Carcassonne mais il n'entre pas en jeu. Au final, il ne dispute aucun match durant cette saison avec l'équipe professionnelle, seulement avec les Espoirs.
Il dispute son premier match la saison suivante, le 20 décembre 2019, face à Valence Romans Drôme Rugby, en entrant en jeu à la 53e minute à la place de Victor Laval. Au total, il dispute 6 matchs de Pro D2.
Lors de la saison 2020-2021 de Pro D2, il joue 7 matchs de Pro D2. En juin 2021, il signe son premier contrat professionnel avec le Stade montois,.
Durant la saison 2021-2022 de Pro D2, il prend davantage d'importance dans l'effectif landais en disputant 22 matchs dont 6 en tant que titulaire. Il est remplaçant lors du barrage d'accession au Top 14 perdu face à l'USA Perpignan, entrant en jeu à la 52e minute à la place d'Anthony Alvès. Fin mars 2022, il prolonge son contrat jusqu'en juin 2023.
Pendant l'édition 2022-2023 de Pro D2, il dispute 18 matchs de championnat. Il inscrit son premier essai en pro le 16 décembre 2022 face à l'US Carcassonne.

### Transfert au Montpellier HR puis SU Agen (depuis 2023)
En juillet 2023, il s'engage pour deux saisons avec le Montpellier Hérault Rugby, club de Top 14. Il dispute son premier match le 10 décembre 2023 en Challenge Cup face aux Newcastle Falcons en tant que remplaçant et entrant en jeu à la 64e minute à la place d'Harry Williams. Le mois suivant, il dispute son premier match de Top 14 face au RC Toulon en tant que titulaire.
Après seulement une saison dans l'Hérault, où il n'arrive pas à s'imposer, il est libéré par le MHR en fin de saison 2023-2024. Il décide ensuite de s'engager au SU Agen où il vient compenser le départ de Malik Hamadache. Il est alors en concurrence avec Alex Burin et Beau Farrance.

## Palmarès
- Finaliste du Championnat de France de 2e division en 2022 avec le Stade montois